# Głożyna pospolita
Głożyna pospolita, jujuba pospolita (Ziziphus jujuba) – gatunek krzewu lub niewysokiego drzewa z rodziny szakłakowatych. Występuje w Europie południowej, Indiach, Himalajach, Chinach.

## Morfologia
PokrójDorasta do 8 m wysokości.
LiścieJajowate, piłkowane, opadające na zimę. Mają u nasady dwa ciernie będące przekształconymi przylistkami.
KwiatyDrobne, zielonkawe, zebrane w baldachokształtne kwiatostany.
OwoceCzerwonawe o kształcie kulistym lub podłużnym i długości ok. 25 mm. Dojrzewają późną jesienią i zimą, na drzewie już bezlistnym. Mają smak podobny do jabłek.

## Zastosowanie
- Znana i ceniona w Chinach przed III w. p.n.e., owoce używane także w celach rytualnych[5]. Owoce odnaleziono w pochodzącym z II w. p.n.e. grobowcu z Mawangdui[6]. Za czasów dynastii Tang w północnych Chinach hodowano kilka odmian głożyny (w tym kwaśną), a szczególnie aromatyczne owoce importowano z Turkiestanu[7]. Z owoców wyrabiano wino[8], przechowywano je w solance i marynowano[9]. Pastę z owoców wykorzystuje się jako nadzienie do zongzi, przyrządzanych z okazji Święta Smoczych Łodzi[10]. Czerwone (kolor szczęśliwy) owoce są obowiązkowym dodatkiem do kleiku laba jadanego pod koniec roku księżycowego, ze względu na symbolikę nazwy (zao – „głożyna” brzmi podobnie jako zao – „wcześnie” [otrzymać bogate plony])[11]. Uważa się także, że mają działanie wzmacniające dla osób o delikatnym i wrażliwym zdrowiu[12].
- Roślina uprawiana jest w Japonii (po japońsku natsume) dla owoców jadanych na surowo (tzw. daktyle chińskie). Owoce są spożywane także po ugotowaniu, suszeniu lub w marynacie. Może być uprawiana w strefach 7-10.
- Jest to roślina lecznicza, przy czym surowcem są owoce.

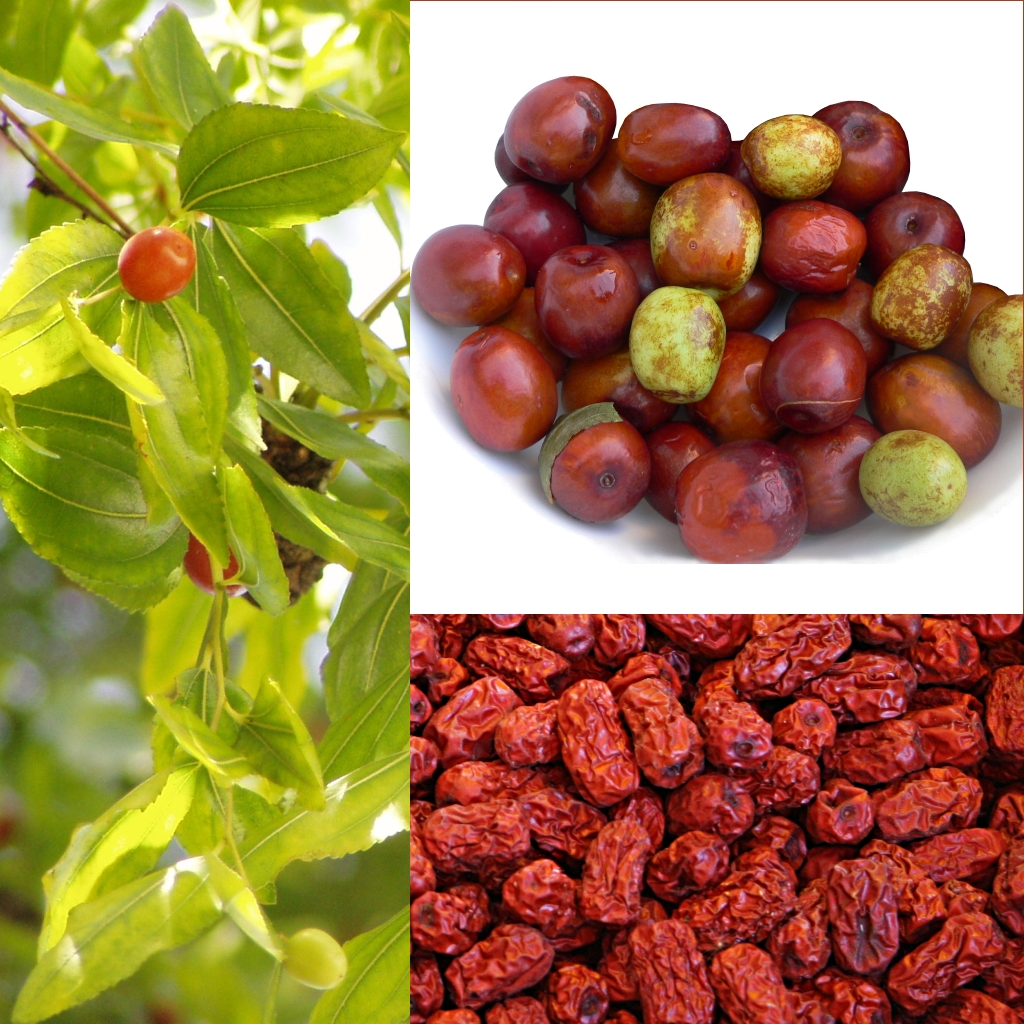